# Indan-1,3-dion
Indan-1,3-dion je dicyklický diketon odvozený od indanu.

## Struktura
V pevném skupenství se tato látka vyskytuje jako diketon; ve vodném roztoku přechází asi 2 % molekul do tautomerní enolové formy. Enolátový anion vykazuje silnou delokalizaci a nejvyšší elektronovou hustotu na druhém uhlíku, čímž se dá vysvětlit řada chemických vlastností sloučeniny.

## Výroba
Indan-1,3-dion lze vyrobit dekarboxylací sodné soli 2-ethoxykarbonyl-indan-1,3-dionu, který se získá Claisenovou kondenzací ethylacetátu a dimethylftalátu.

## Chemické vlastnosti
Indan-1,3-dion je velmi silný C-nukleofil. Dochází u něj k poměrně snadné autokondenzaci za vzniku bindonu:
Bromace probíhá na druhém uhlíku:
Indan-1,3-dion může být v závislosti na použitém postupu redukován na indanon, 3-hydroxy-indan-1-on, indan-1,3-diol nebo indan.

## Podobné sloučeniny
Podobný indan-1,2-dion se používá na identifikaci skrytých otisků prstů a jako přísada do některých druhů papíru.
Nivimedon působí jako antialergen.